# Tuvalui labdarúgó-válogatott
A Tuvalui labdarúgó-válogatott Tuvalu nemzetközi csapata, mérkőzéseinek otthona a Tuvalu Sports Ground Vaiakuban. 
A válogatott az Óceániai Játékok selejtezőin vesz részt rendszeresen, valamint a Dél-Csendes Óceáni Nemzetek Kupáján, és a ConIFA által rendezett világbajnokságokon. Jelenleg nem tagja a FIFÁ-nak, csak az OFC-nek.

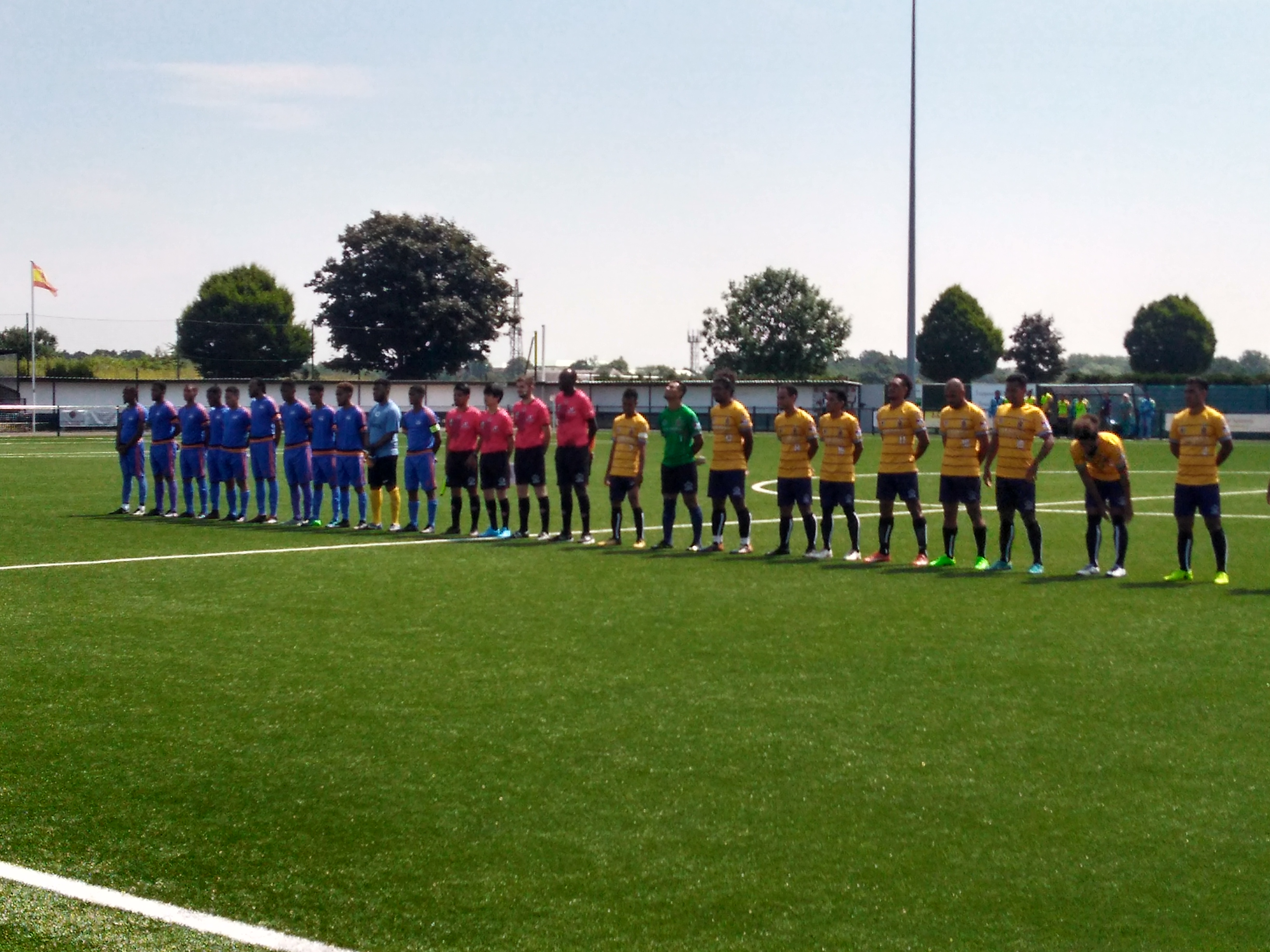
A válogatott 2018-ban a Franciaország elleni vb-selejtező mérkőzésen.
Felső sor, balról: Viktoria Schnaderbeck, Carina Wenninger, Virginia Kirchberger, Manuela Zinsberger, Lisa Makas, Sarah Puntigam.
Alsó sor, balról: Heike Manhart, Nina Burger, Verena Aschauer, Laura Feiersinger, Nadine Prohaska.